# François Delelis-Fanien
Pour les articles homonymes, voir Delelis et Fanien.
François Delelis-Fanien est un homme politique français né le 30 mars 1843 à La Couture (Pas-de-Calais) et décédé le 21 février 1945 à Paris.
Médecin, il est maire de Lillers, conseiller général, il est le gendre d'Achille Fanien, ancien député. Il est député du Pas-de-Calais de 1903 à 1919, inscrit au groupe de la Gauche démocratique.

## Sources
- « François Delelis-Fanien », dans le Dictionnaire des parlementaires français (1889-1940), sous la direction de Jean Jolly, PUF, 1960 [détail de l’édition]